# Municipio de Guerrero (Tamaulipas)
El Municipio de Guerrero se localiza en la parte norte del territorio de Tamaulipas, colinda al norte con el municipio de Nuevo Laredo; al sur con el municipio de Mier; al oeste con los municipios de Parás y Anáhuac del estado de Nuevo León, además es el único municipio de la frontera de México en colindar con tres condados: Webb, Zapata y Starr del estado de Texas, en su lado este. Su extensión territorial es de 2,406.85 km², tiene una altitud promedio de 150 m s. n. m.
Se integra por 70 localidades, siendo las más importantes: Nueva Ciudad Guerrero (que es la cabecera municipal), el Ej. San Ignacio, La Lajilla, San Rafael de la tortillas, El Águila, Santa Teresa, Golondrinas, Las Adjuntas y San Miguel.
El municipio de Guerrero se ubica sobre la cuenca del río Bravo, que cruza al municipio de oeste a este, siendo la principal corriente superficial. Su afluente localizado en la parte central del territorio es el Río Salado. Además, un 50% del territorio del municipio se encuentra cubierto por la Presa Falcón.
Cabe mencionar que Nueva Ciudad Guerrero colinda con la ciudad fronteriza Falcon Heights y que por medio de un convenio entre las dos naciones, se construyó el Puente Internacional Falcón, que en realidad no es un puente, pues no atraviesa la presa de lado a lado sino que es un camino entre la presa y sus compuertas. Y es el único paso de México a Estados Unidos libre de cuota, esto como privilegio por la pérdida de Guerrero Viejo para la construcción de la presa.
La economía se basa en la ganadería y la pesca, con una población de cerca de 5,000 hab. Es la casa de la Presa Falcón y el hogar del venado cola blanca. 

## Presa Falcón
Los presidentes Dwight D. Eisenhower y Adolfo Ruiz Cortines firmaron un convenio para llevar a cabo el proyecto de la Presa Internacional Falcón; llamada así en honor a Ulises Falcón, primero en iniciar un sistema de riego en los márgenes del Río Bravo o Grande.
La finalidad de la construcción de esta presa de una superficie acuática de 114 mil acres (55 mil en Estados Unidos y 59 mil en México) era traer muchos beneficios, como el control de inundaciones, evitar las incesantes sequías, lograr la irrigación de la tierra, el poder generar energía eléctrica, convertir los caminos el río en sitios turísticos y recreativos. Pero lo que si era indudable era su extensión hasta el Río Salado cubriendo la ciudad de Guerrero.
Actualmente la Presa Falcón trata de cumplir con todas estas funciones que se le asignaron desde su construcción, aunque muchas veces se ve afectada por el desabasto de agua y los largos periodos sin lluvia; además de tener una deuda de agua por parte del gobierno mexicano a Estados Unidos que hasta ahora no se ha cubierto puesto que se atraviesan constantemente problemas de sequías.

## Historia
La historia de Nueva Ciudad Guerrero procede de la antigua Ciudad Guerrero (Guerrero Viejo) situada a las riberas del Río Bravo, que quedó inundada debido a la construcción de la Presa Falcón, sus habitantes tuvieron que mudarse hacia el sur donde se ubica ahora la población. En el municipio cuentan con una planta hidroeléctríca situada en el límite entre el Río Bravo y la Presa Falcón, que suministra gran parte de la electricidad de la región.
Del municipio destaca la persona de nombre Bernardo Gutiérrez de Lara, quien fue el primer embajador de México en los Estados Unidos, así como el primer gobernador del estado de Tamaulipas.

## Turismo
En el municipio de Guerrero lo que más se promueve es el llamado turismo cinegético, el cual se refiere a la cacería. La caza es una de las actividades turísticas más importantes pues existen excelentes ejemplares del venado cola blanca en la región, además la pesca deportiva de especies como el róbalo u lobina son muy apreciadas por turistas de Estados Unidos y de diferentes partes de México.

## Territorio
Cuenta con una gran extensión de monte, cañadas donde habita el venado cola blanca, PUMA AMERICANO, OCELOTE, JAVALI, GATO MONTES, LEONCILLO, COYOTES, PALOMAS, CODORNIS, y muchas más especies, en Guerrero existe una excelente oportunidad para la cacería de estos animales. 
Una gran extensión de aguas en la presa Falcón tiene róbalos verdes o lobinas de gran tamaño. y muchas más variedades de peces...